# Joseph Ki-Zerbo
Joseph Ki-Zerbo (21 de junho de 1922 — 4 de dezembro de 2006) foi um político e historiador de Burquina Fasso.
Foi educado na Universidade de Sorbonne, em Paris, graduando-se com um grau de honra em História pelo Institut d'Études Politiques em Paris no ano de 1955. Retornou a África, primeiramente a Conacri (Guiné) e então a sua terra natal, onde foi politicamente ativo desde 1958. Até sua morte, foi um dos líderes do partido de oposição pelo Parti pour la Democratie et le Progrès (PDP).
Paralelo a sua vida política foi um grande estudioso, historiador e escritor. Em 1972 publicou L'Histoire de l'Afrique Noire, o trabalho padrão no assunto que atualizou repetidamente. De 1972-78 foi membro do Conselho Executivo da UNESCO e professor na Universidade de Uagadugu. Foi membro do Comitê Científico para a elaboração da História Geral da África pela UNESCO em oito volumes e diretor do primeiro volume, Méthodologie et préhistoire africaine lançado em 1981.
Ki-Zerbo retornou a Burquina Fasso em 1992 e decidiu reconstituir o CEDA (CEDA conduz a pesquisa que é enraizada atualmente em nossa terra com a finalidade de determinar uma ou mais hipóteses globais de compreensão, responsável por inspirar a ação de Africanos e capaz de integrar a preservação ecológica, a práxis social e a identidade cultural, setores chaves que são tratados quase invariavelmente como secundários em projetos do desenvolvimento." lá. Todos os seus antigos equipamentos, e sua biblioteca de 11 000 volumes, tinham sido destruídos ou dispersados. Ki-Zerbo descreveu os alvos do novo CEDA da seguinte forma:

"Nós devemos retornar a imaginação institucional das sociedades africanas à sua tradição de criatividade através da mais larga escala possível da ciência e da tecnologia, e nestas bases rearticular uma teoria e uma práxis que são apropriadas às suas situações. Nós devemos reconstruir a identidade da qual os povos africanos se tornaram alienados pelas vicissitudes da história e de sua própria amnésia."
CEDA é a base da qual Ki-Zerbo conduz seu cruzada intelectual para uma re-fundação dos objetivos de desenvolvimento africano e métodos.
As três faces da vida e trabalho de Ki-Zerbo – historiador, investigador e advogado para o desenvolvimento endógeno, e político – estão bem ligadas: sua compreensão profunda do passado da África é base para uma filosofia política que procure estabelecer a estrutura para um diferente e genuinamente africano trajeto de desenvolvimento.
"A África que o mundo necessita é um continente capaz de ficar de pé, de andar em seus próprios pés. É uma África consciente do seu próprio passado e capaz de continuar reinvestindo este passado em seu presente e futuro."  - Joseph Ki-Zerbo 
Conhecido por sua retórica inconfundível, transbordante em metáforas e alegorias, Ki-Zerbo lutou pelo pan-africanismo até sua morte.

## Participação na coleção História Geral da África

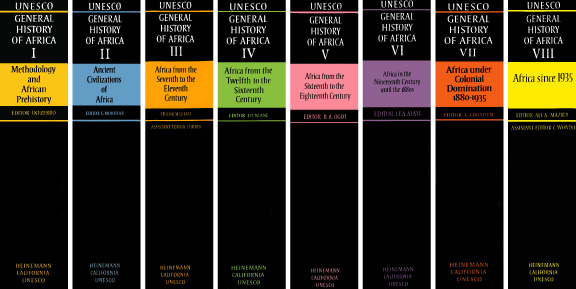
Exemplares da coleção História Geral da África

Ki-Zerbo foi um dos cientistas que participaram da criação dos oito volumes da coleção História Geral da África, publicação encomendada pelo países africanos à UNESCO em 1964, que foi traduzida para a língua portuguesa em 2010. Ki-Zerbo foi o editor do volume I.